# TVR 350i
Der TVR 350i (anfänglich: TVR Tasmin 350i) ist ein Sportwagen des britischen Herstellers TVR aus Blackpool, der von 1983 bis 1990 produziert wurde. Er ist eine Weiterentwicklung des Tasmin 280i und gehört wie dieser zu der Modellfamilie der TVR Wedges. In der zweiten Hälfte der 1980er-Jahre wurde der 350i zum Volumenmodell der Marke. Die meisten 350i waren Roadster, einige Autos entstanden aber auch als Fließheckcoupés. TVR leitete von dem 350i diverse Sondermodelle mit leistungsgesteigerten Motoren ab.

## Entwicklungsgeschichte
Nach dem Grantura, dem Vixen und der M-Serie debütierte mit dem 1979 vorgestellten Tasmin die vierte Generation von TVR-Modellen. Die zu ihr gehörenden Fahrzeuge werden inoffiziell als TVR Wedges bezeichnet. Die Reihe wurde ab 1977 unter der Leitung von Martin Lilley entwickelt, der TVR 1965 übernommen hatte. Eine neue Baureihe war nötig geworden, weil viele der Großserienteile, die TVR für die M-Serie von Ford of Britain und von British Leyland bezog, in der zweiten Hälfte der 1970er-Jahre nicht mehr produziert wurden. Mit den neuen Modellen wollte Martin Lilley TVR in einer höheren Marktnische positionieren. Potentielle Konkurrenten waren Lotus und Porsche. Die Kosten der Entwicklung und der Produktionsvorbereitung summierten sich bis 1980 auf 550.000 £. Sie überforderten die Leistungsfähigkeit der Inhaber und führten letztlich dazu, dass das Unternehmen 1980 an Peter Wheeler verkauft wurde. Wheeler baute den Wedge im Laufe der Jahre zu einer breit gefächerten Modellfamilie aus. Die erste Variante der Wedge-Familie war der Tasmin 280i, der später in TVR 280i umbenannt wurde. Er hatte einen 2,8 Liter großen Sechszylinder-V-Motor von Ford.
Auf der Suche nach leistungsstärkeren Varianten begann TVR noch unter Martin Lilley, eine Turboversion des Tasmin 280i zu entwickeln. TVRs neuer Inhaber Peter Wheeler gab den Tasmin Turbo, von dem zwei Prototypen entstanden waren, allerdings frühzeitig auf. Stattdessen entstand als neues Spitzenmodell der 350i mit einem Achtzylindermotor von Rover, den seit 1968 bereits einige andere Kleinserienhersteller wie etwa Morgan für ihre Sportwagen verwendeten. In der Literatur finden sich Hinweise darauf, dass Wheelers Entscheidung für Rover-Motoren zumindest auch auf politische Aspekte zurückzuführen war: Während Autos mit Ford-Komponenten im arabischen Raum wegen der Geschäftsbeziehungen Fords zu Israel nur schlecht verkauft werden konnten, habe der insoweit unbelastete britische Rover-Motor dem Unternehmen die Expansion auf arabische Märkte ermöglicht. Der 350i war bald erfolgreicher als der preiswertere 280i, dessen Fertigung für den heimischen Markt bereits 1986 eingestellt wurde. Er blieb – zuletzt in Form der Sonderversion 350SE – bis 1990 im Programm.
Im Auftrag von TVR entwickelten zunächst der Tuner Andy Rouse und später das Unternehmen NCK (North Coventry Kawasaki) Motorversionen mit vergrößertem Hubraum – die Spanne reichte von 3,9 Liter bis zuletzt 4,5 Litern – und einer Leistung von bis zu 235 kW (320 PS), die in die begrenzt verfügbaren Sondermodelle 390SE, 400SE, 420SE, 450SE, 420SEAC und 450SEAC eingebaut wurden. Sie sind in Liebhaberkreisen als Big Bad Wedges (große böse Wedges) bekannt.

## Modellbezeichnung
Die ersten Exemplare der Achtzylinder-Wedges wurden werksseitig noch als Tasmin 350i bezeichnet; Anfang 1984 – und damit noch vor den 2,8-Liter-Versionen – fiel bei ihnen allerdings der Modellname Tasmin weg. Die Achtzylinder-Wedges wurden daraufhin bis zu ihrem Produktionsende 1990 als TVR 350i verkauft.

## Modellbeschreibung
Wie bei alle bisherigen Modellen kombinierte TVR auch beim 350i eine leichte Kunststoffkarosserie mit einem Rohrrahmen und einem zuverlässigen Motor aus Großserienproduktion.

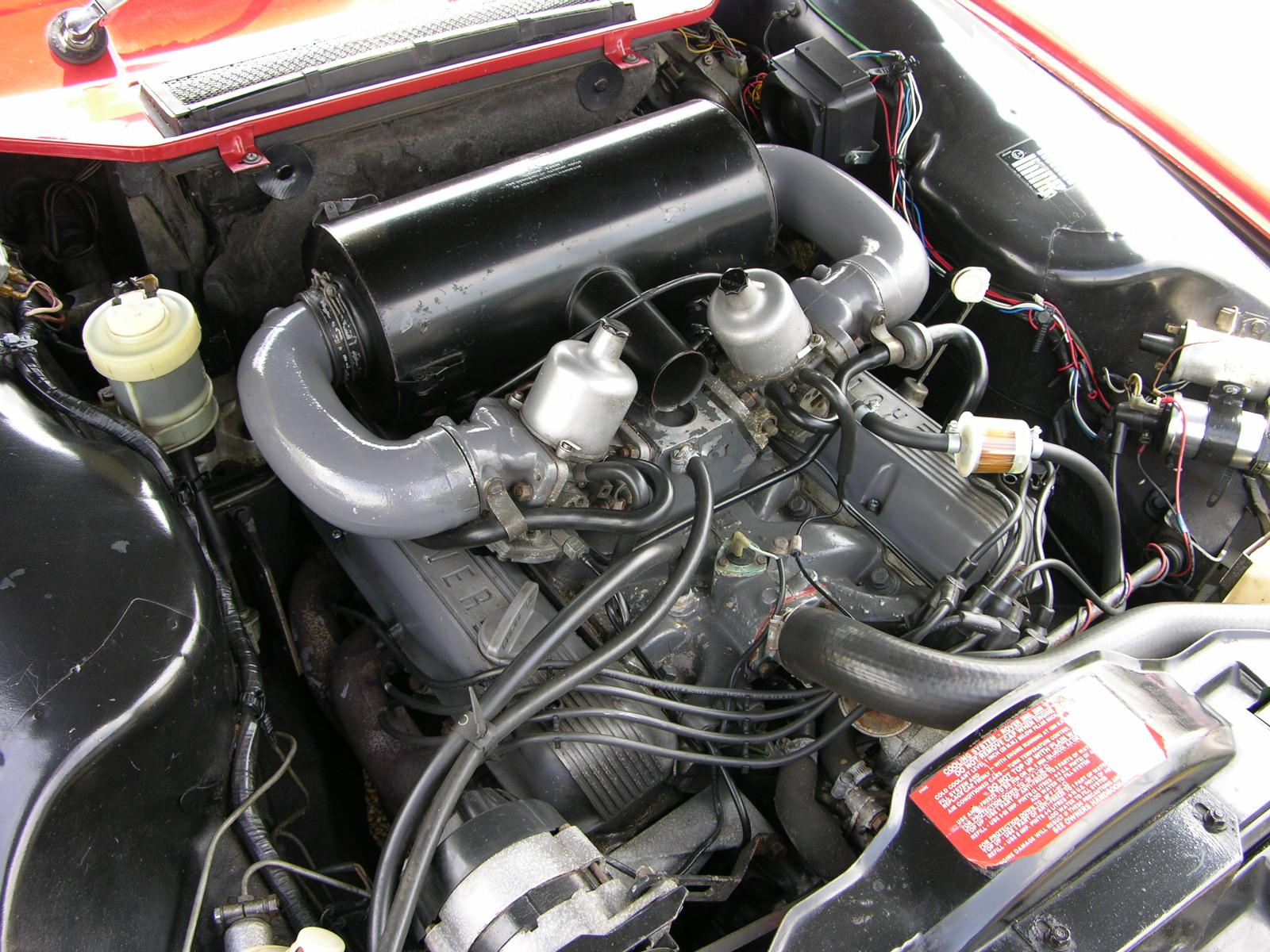
3,5-Liter-Achtzylindermotor von Rover

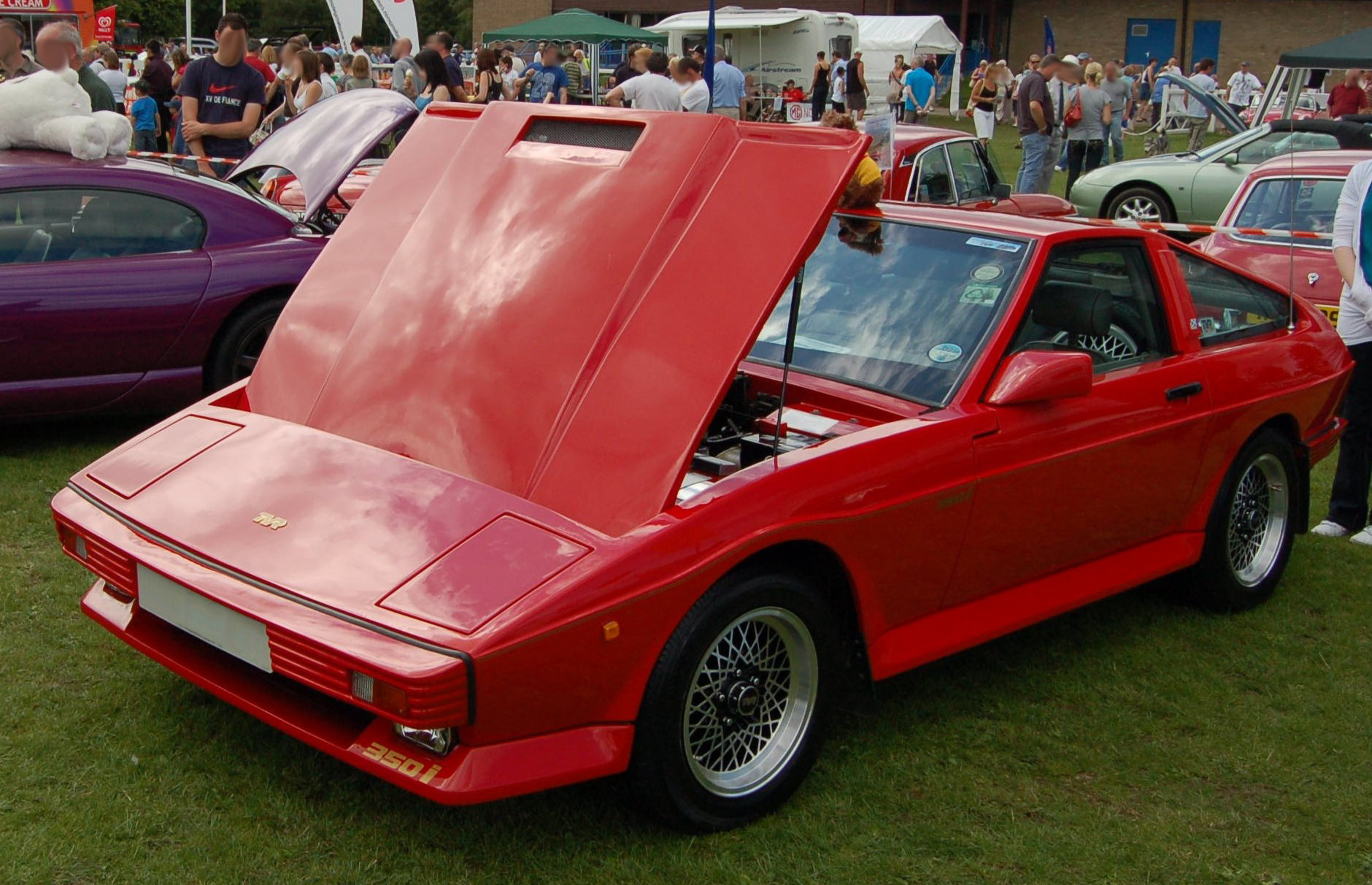
350i Fixed Head Coupé

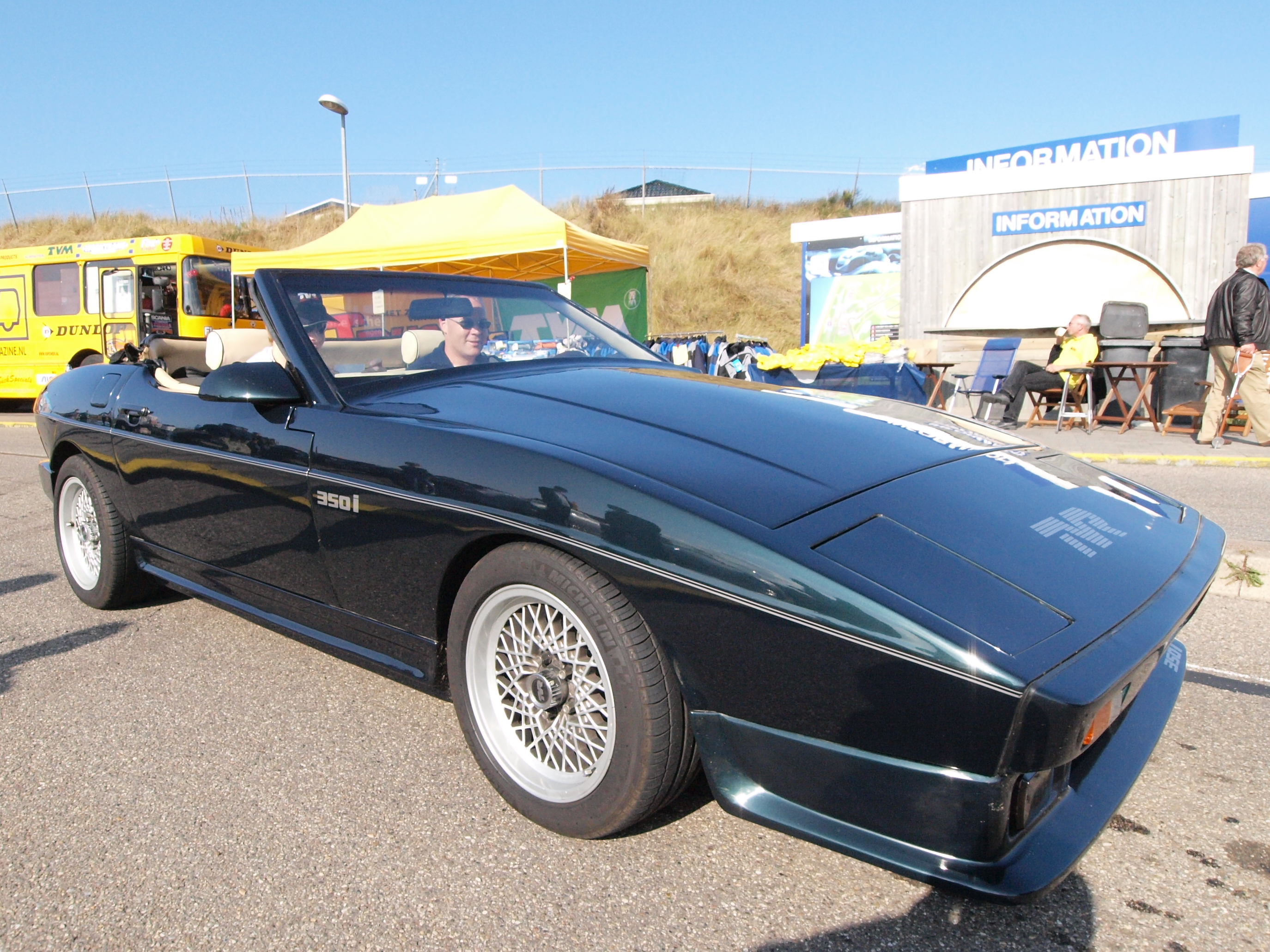
Keilform: TVR 350i Convertible

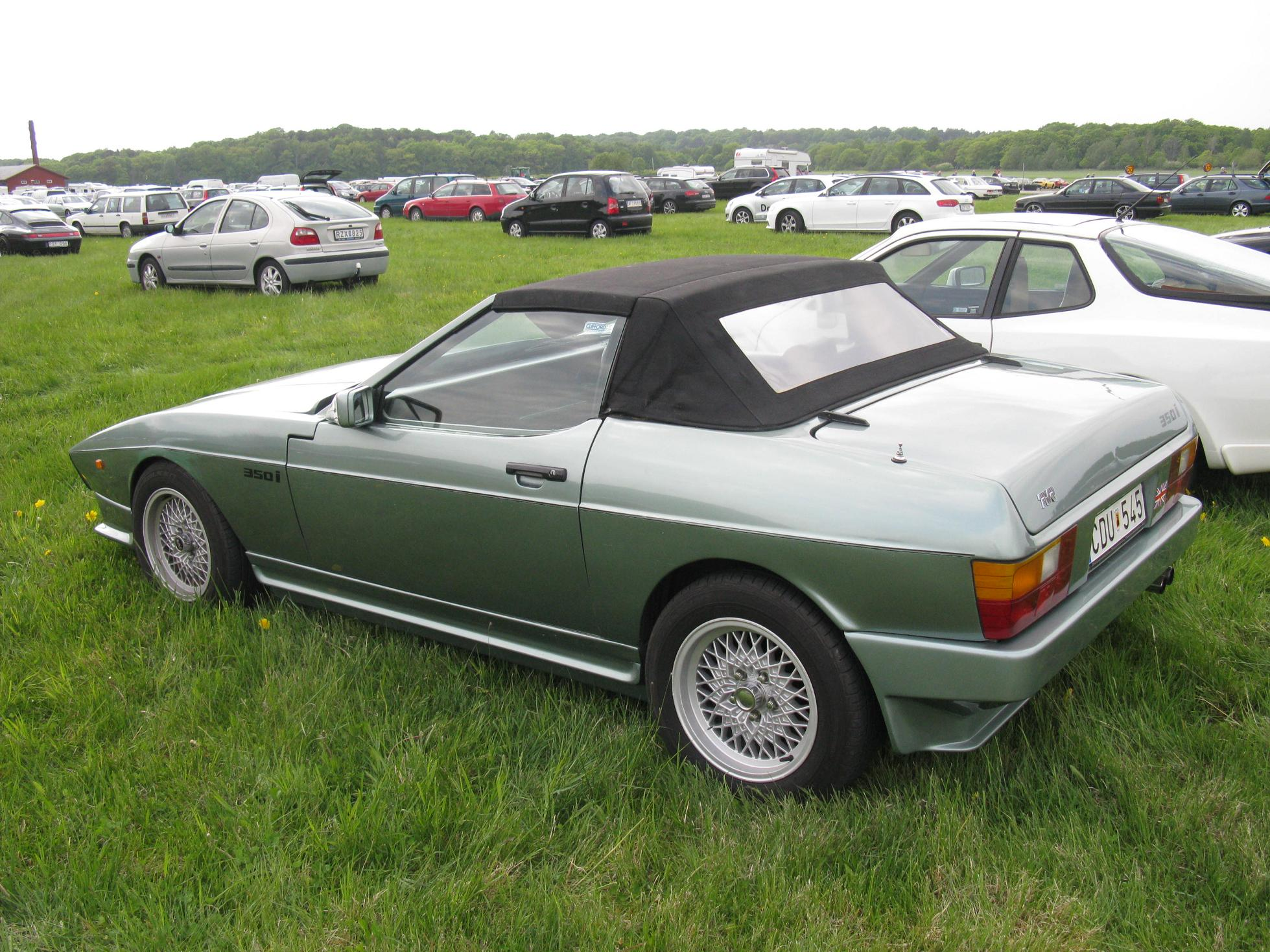
Eines der letzten 350i Convertible (1989)

### Chassis und Fahrwerk
Der TVR 350i hat, der Konzeption früherer TVR-Modelle folgend, einen Gitterrahmen. Beim Tasmin besteht er aus miteinander verschweißten runden Stahlrohren, deren Durchmesser von 1,5 Zoll (3,81 cm) haben. Der Rahmen ist in der Wagenmitte angeordnet und hat von und hinten Ausleger für die Aufnahme der Radaufhängungen. Seine Form entspricht, von oben betrachtet, einem Y. In der vorderen Spreizung ist der Motor untergebracht. An einzelnen Stellen sind Metallplatten zur Erhöhung der Festigkeit eingearbeitet. Der Rahmen ist grundsätzlich mit dem des Tasmon 280i vergleichbar, allerdings musste er für die Aufnahme des Rover-Achtzylindermotors im Bereich des Vorderwagens in mehr als 100 Details geändert werden. Unter anderem war es nötig, die vordere Spreizung um 3,8 cm (1,5 Zoll) zu verbreitern.
Alle Räder sind einzeln aufgehängt. Die vordere Doppelquerlenkerachse wurde von Ford zugekauft; sie entspricht der im Ford Cortina Mk IV verwendeten Konstruktion. Die Hinterradaufhängung ist eine TVR-Eigenkonstruktion. Sie ähnelt der des zeitgenössischen Jaguar XJ. Die Bremsen stammen vom Ford Granada und sind angesichts der hohen Motorleistung nach allgemeiner Ansicht zu schwach dimensioniert.

### Motor und Kraftübertragung
Der TVR 350i wird von einem Achtzylinder-V-Motor angetrieben, den TVR von Rover bezog. Im 350i wird er in unveränderter Form eingesetzt. Sein Hubraum beträgt 3532 cm³. Während die ersten beiden Prototypen noch mit einer Vergaserversion des Rover-Motors ausgestattet waren, haben alle Serienfahrzeuge die Ausführung mit einer elektronisch gesteuerten Benzineinspritzung von Lucas, die Rover in der Limousine Vitesse einsetzte. Die Motorleistung beträgt 147 kW (200 PS).
Die Kraft wird über ein handgeschaltetes Fünfganggetriebe von Rover auf die Hinterachse übertragen. Serienmäßig ist ein Differential von Jaguar eingebaut. Auf Wunsch und gegen Aufpreis war ein automatisches Dreiganggetriebe erhältlich, das allerdings nur selten geordert wurde.

### Karosserie
Die auf glasfaserverstärktem Kunststoff gefertigte Karosserie des 350i stimmt weitestgehend mit der des (Tasmin) 280i überein. Sie ist ein Entwurf von Oliver Winterbottom. Ihre glattflächig gestaltete Keilform, die sich bei grundsätzlicher Beibehaltung der Proportionen von den rundlichen Linien der Vorgänger abhebt, gab der gesamten Baureihe den Spitznamen Wedges (englisch: Keile). Die Frontpartie läuft spitz zu und mündet in kunststoffverkleideten Stoßstangen. Um die vorgeschriebene Mindesthöhe der Frontbeleuchtung sicherzustellen, werden Klappscheinwerfer verwendet. Bei den geschlossenen Versionen fällt die Dachlinie unmittelbar hinter der B-Säule zum Heckabschluss ab. Die Heckscheibe ist aufklappbar; sie ermöglicht den Zugang zum Laderaum. Am Heck ist oberhalb der Rückleuchten eine über die ganze Wagenbreite reichende vertikale Glasscheibe eingebaut, die die Übersichtlichkeit nach hinten erleichtern soll. Viele Anbauteile übernahm TVR von Großserienherstellern. Die Türgriffe etwa kommen von Ford. Hinsichtlich der horizontalen Rückleuchten der frühen Modelle gibt es unterschiedliche Angaben. Nach einigen Quellen stammen sie vom Rover SD1, nach anderen vom Ford Capri III. Einzelne frühe Fahrzeuge hatten stattdessen Rückleuchten aus dem Zubehörsortiment von Lucas. Die Gehäuse und der Motor der Klappscheinwerfer kommen vom Triumph TR7, ebenso der Schalthebel. Die Fahrzeugelektrik wurde bei British Leyland eingekauft, die Sitze stammen vom Triumph 2500 S.
Der 350i war in drei Karosserieversionen erhältlich:
- Das zweisitzige Fixed Head Coupé hat ein Fließheck mit einem großen Heckfenster. Stilistisch entspricht es dem (Tasmin) 280i der zweiten Serie.
- Der 350+2 ist eine 2+2-sitzige Variante des Fixed Head Coupé. Die Karosserie ist mit der des Zweisitzers identisch, allerdings sind im Innenraum zwei Notsitze untergebracht, die nach Ansicht von Kritikern allenfalls für Kleinkinder taugen; nutzbar sind sie nur dann, wenn der Fahrer- und der Beifahrersitz so weit wie möglich nach vorn geschoben sind.[19]
- Eine dritte Variante ist das zweisitzige Convertible. Das Verdeck ist zweiteilig konstruiert. Der rückwärtige Teil ist einschließlich des Überrollbügels zurückklappbar. Über den Sitzen ist zudem eine feste Kunststoffabdeckung angebracht, die am Rahmen der Windschutzscheibe und am Überrollbügel befestigt wird.

### Modellpflege: Series 2 (1985–1990)
Anfang 1985 überarbeitete TVR den 350i in einigen Details; die seit Februar 1985 verkauften Autos werden werksintern als Series 2 bezeichnet. Die stilistischen Änderungen betrafen den Frontspoiler, der nun größere Ausmaße hat, ferner die äußeren Rückspiegel, die jetzt in die Türen integriert sind. Alle ab April 1985 gefertigten Cabriolets haben zudem die Rückleuchten des Renault Fuego, die um 180 Grad gedreht eingebaut sind. Sie sind selten, sodass die Ersatzbeschaffung heute ein größeres Problem ist.

## Sondermodelle

### TVR 350SE

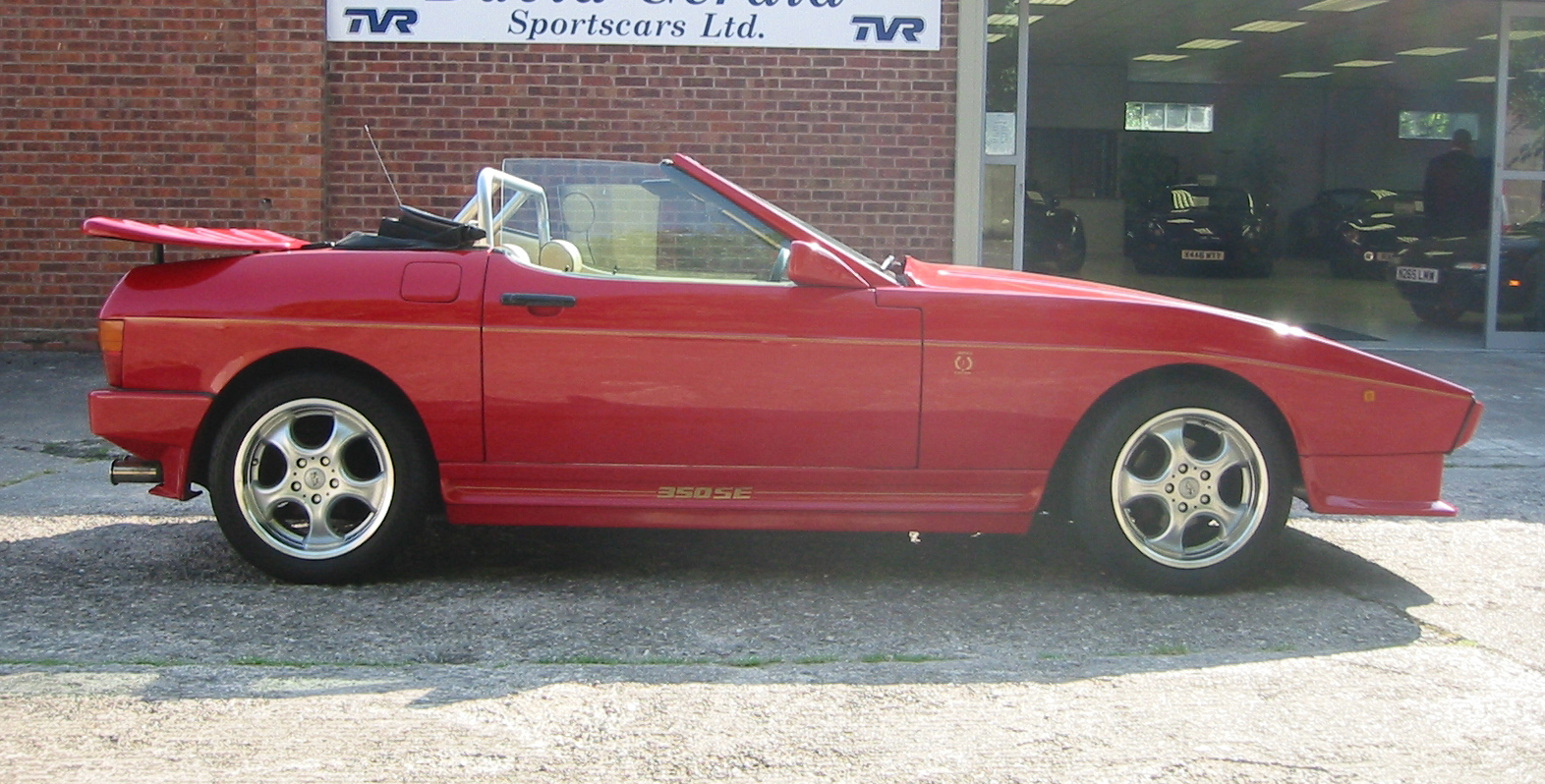
TVR 350SE

Der 350SE ist ein Sondermodell, das TVR 1989 anlässlich der bevorstehenden Produktionseinstellung des 350i auflegte. Die Abkürzung SE steht für Special Edition. Obwohl das Auto nominell als 350 bezeichnet wurde, stammt die Antriebstechnik bei allen Exemplaren vom 390SE. Der 350SE hat also dessen 3,9 Liter große Version des Rover-Achtzylinders, die NCK entwickelt hatte. Die Serie umfasst 25 Fahrzeuge, die einzeln von 1 bis 12 und von 14 bis 26 nummeriert sind. Die jeweilige Nummer ist auf dem Auto verzeichnet.

### TVR SX350
Der SX350 war eine Sonderversion des 350i, bei der der 3,5-Liter-Achtzylindermotor mit einer Turboaufladung versehen war. Durch ihn stieg die Motorleistung auf 201 kW (273 PS), und die Höchstgeschwindigkeit lag bei 240 km/h. Die Kardanwelle und die Bremsen wurden vom 420SE übernommen. Die Überarbeitung nahm das Werk nicht selbst vor; Hersteller war vielmehr der TVR-Händler David Haughin aus Barrow-in-Furness. Von 1987 bis 1989 entstanden neun dieser Fahrzeuge.

## Preise und Produktion
Das 350i Convertible kostete 1984 in Großbritannien 14.800 £ und lag damit annähernd auf dem Niveau eines Porsche 944.
Von 1983 bis 1990 entstanden insgesamt 952 Exemplare des TVR 350i und des 350SE. Die Produktion verteilt sich wie folgt:
| Produktionszahlen TVR 350i |      |      |      |      |      |      |      |      |       |
|                            | 1983 | 1984 | 1985 | 1986 | 1987 | 1988 | 1989 | 1990 | Summe |
| Fixed Head Coupé           | 10   | 11   | 9    | 11   | 11   |      |      |      | 52    |
| 350i+2                     | 5    | 1    |      |      |      |      |      |      | 6     |
| Convertible                | 50   | 88   | 143  | 218  | 151  | 92   | 103  | 24   | 869   |
| 350SE                      |      |      |      |      |      |      | 13   | 12   | 25    |